# Biedermannsdorf
Biedermannsdorf ist eine Marktgemeinde mit 3137 Einwohnern (Stand 1. Jänner 2025) in Niederösterreich südlich von Wien.

## Geografie
Der Ort liegt im Wiener Becken östlich der Südautobahn (A2) und an der Mödlinger Straße B 11. Der Bahnhof Laxenburg-Biedermannsdorf der Aspangbahn liegt am südlichen Ortsrand, die Pottendorfer Linie (Wien – Pottendorf – Wr. Neustadt) führt durch das östliche Gemeindegebiet.
Durch Biedermannsdorf fließen der Mödlingbach, der daraus ausgeleitete Mühlbach, der Krottenbach und der Haidgraben (kleiner Krottenbach) sowie der Wiener Neustädter Kanal. Der Thermenradweg, der auch ein Teil des EuroVelo 9-Radweges ist, verläuft ebenfalls durch die Gemeinde.

## Gemeindegliederung
Die Gemeinde umfasst nur einen Ort, und eine Katastralgemeinde und Ortschaft.
| Gliederung \| Katastralgemeinden \| Ortschaften in der Gemeinde \| \| -------------------------- \| ---------------------------------------------- \| \| Biedermannsdorf (8,95 km²) \| Biedermannsdorf Industriezentrum NÖ-Süd (Indz) \| \| Legende \| \| |                                                |
| Katastralgemeinden | Ortschaften in der Gemeinde                    |
| Biedermannsdorf (8,95 km²) | Biedermannsdorf Industriezentrum NÖ-Süd (Indz) |
| Legende |                                                |

## Nachbargemeinden
| Vösendorf      | Hennersdorf                                 |       |
| Wiener Neudorf | Kompassrose, die auf Nachbargemeinden zeigt | Achau |
| Guntramsdorf   | Laxenburg                                   |       |

Die Grenze zu Guntramsdorf liegt im Industriezentrum Niederösterreich Süd und ist nur ca. 150 m lang.

## Geschichte
Erste Siedlungen gab es bereits um 7000 v. Chr. Archäologische Siedlungsbelege lassen sich aus der Zeit um 5000 v. Chr. finden.
In der Römerzeit dürfte Biedermannsdorf zum Bezirk Vindobona gehört haben. 1999/2000 wurden die Reste einer vollständigen Straßenstation aus den ersten nachchristlichen Jahrhunderten freigelegt.
Der Ort wurde um 1170/80 erstmals erwähnt und war im Besitz von Ministerialen von Liechtenstein und Perchtoldsdorf. Ein Pidermannsdorff ist 1275 genannt. Der Namensteil Bieder- ist ein altes deutsches Wort und bedeutet ‚rechtschaffen, erprobt, ehrlich, solid‘ usw. Es wird aus althochdeutsch pidarpi, biderbi, alts. bitherbi und mittelhochdeutsch biderbe abgeleitet und gehört zu der Gruppe von Wörtern um Bedarf, bedürfen. Das Wort wird auf der ersten Silbe betont, der Name der Gemeinde ebenfalls.
Wie alle Gemeinden in der Gegend hatte Biedermannsdorf unter den Glaubenskriegen, den Türkenbelagerungen und der Pest zu leiden. Unter Maria Theresia wurden die Häuser das erste Mal durchnummeriert. Ab 1797 wurde der Wiener Neustädter Kanal gebaut, von dem aus eine Abzweigung, der Biedermannsdorfer Canal, zu einem Ziegelwerk führte. Eine Reihe anderer Ziegeleien wurden in der Umgebung gebaut. So entstand eine erste Industrialisierung des Ortes, der vorwiegend von der Landwirtschaft lebte.
Im Jahr 1822 wurde der Ort als Dorf mit 86 Häusern genannt, das über eine Pfarre und eine Schule verfügte. Die Herrschaft Biedermannsdorf besaß die Ortsobrigkeit und besorgte die Konskription. Die Landgerichtsbarkeit wurde von der Herrschaft Neudorf ausgeübt. Die Untertanen und Grundholde des Ortes gehörten den Herrschaften Biedermannsdorf, Laxenburg, Mariazell und anderen. Letzter Inhaber der Herrschaft Biedermannsdorf war der Industrielle und Bankier Alexander von Schoeller, bevor diese nach den Reformen 1848/1849 aufgelöst wurde.

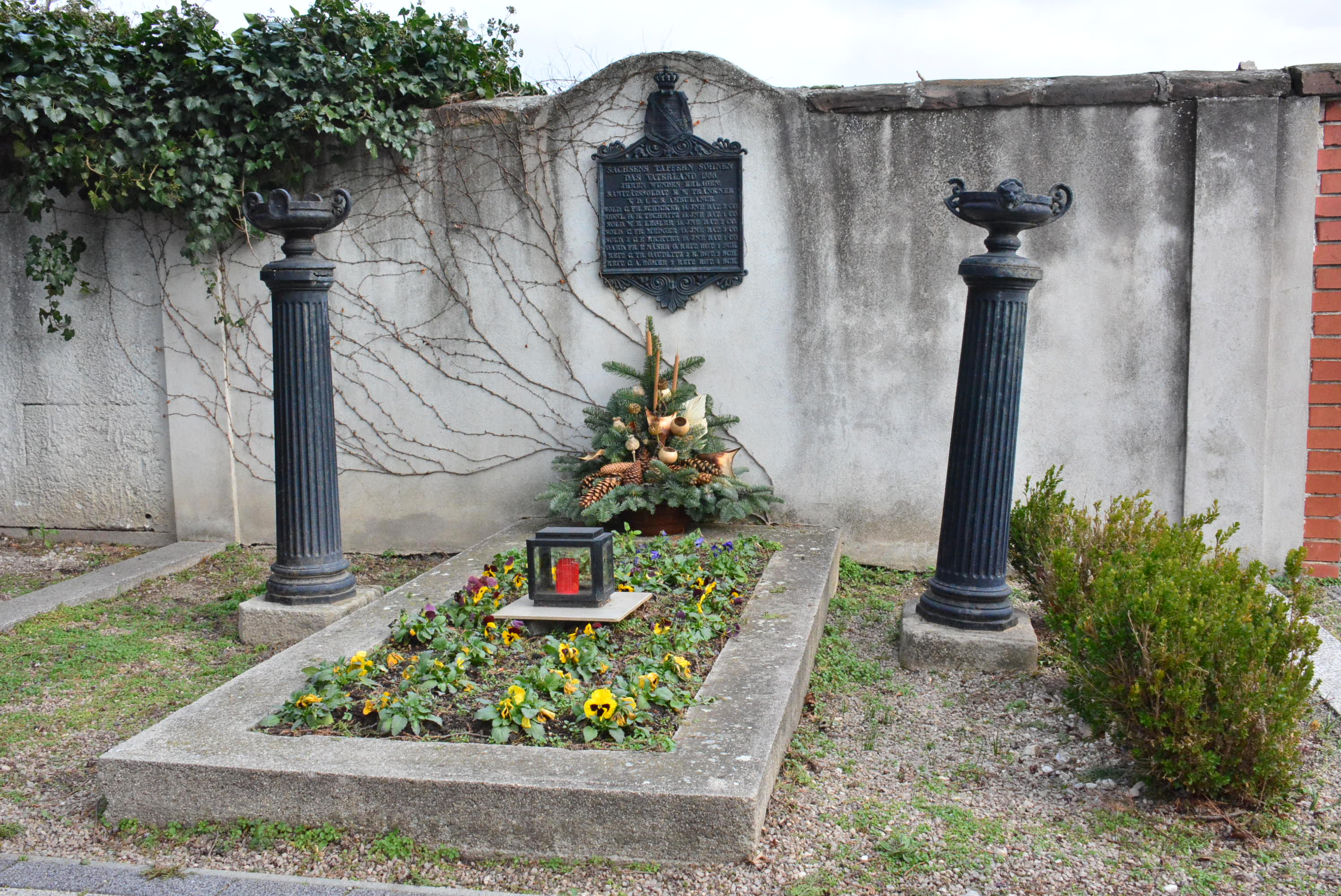
Sachsengrab in Biedermannsdorf

Auf dem Friedhof von Biedermannsdorf befindet sich auch ein Sachsengrab mit Angehörigen der Armee des Königreichs Sachsen, welche nach der Niederlage bei Königgrätz in den Raum Wien gekommen waren.
Laut Adressbuch von Österreich waren im Jahr 1938 in der Ortsgemeinde Biedermannsdorf eine Autowerkstätte, drei Bäcker, zwei Branntweinhändler, ein Elektrotechniker, zwei Fleischer, zwei Friseure, fünf Gastwirte, drei Gemischtwarenhändler, ein Installateur, ein Bestatter, ein Müller, ein Obst- und Gemüsehändler, ein Sattler, zwei Schmiede, ein Schneider und eine Schneiderin, zwei Schuster, ein Tischler und mehrere Landwirte ansässig. Zudem gab es die Pappefabrik Rheinboldt C.F., die Mädchenbildungsanstalt Biedermannsdorf und das Altersheim Borromäum.
Nationalsozialisten in Biedermannsdorf haben völkisch Mitmenschen verfolgt, Jugendliche im Schloss Wasenhof in einer Erziehungsanstalt mishandelt und Kriegsgefangene zur Zwangsarbeit stationiert.
Im Zweiten Weltkrieg litt der Ort unter den Bombenangriffen, da die Flugmotorenwerke Ostmark nahe gelegen waren. Als Randgemeinde war der Ort von 1938 bis 1954 Bestandteil der Gemeinde Groß-Wien.

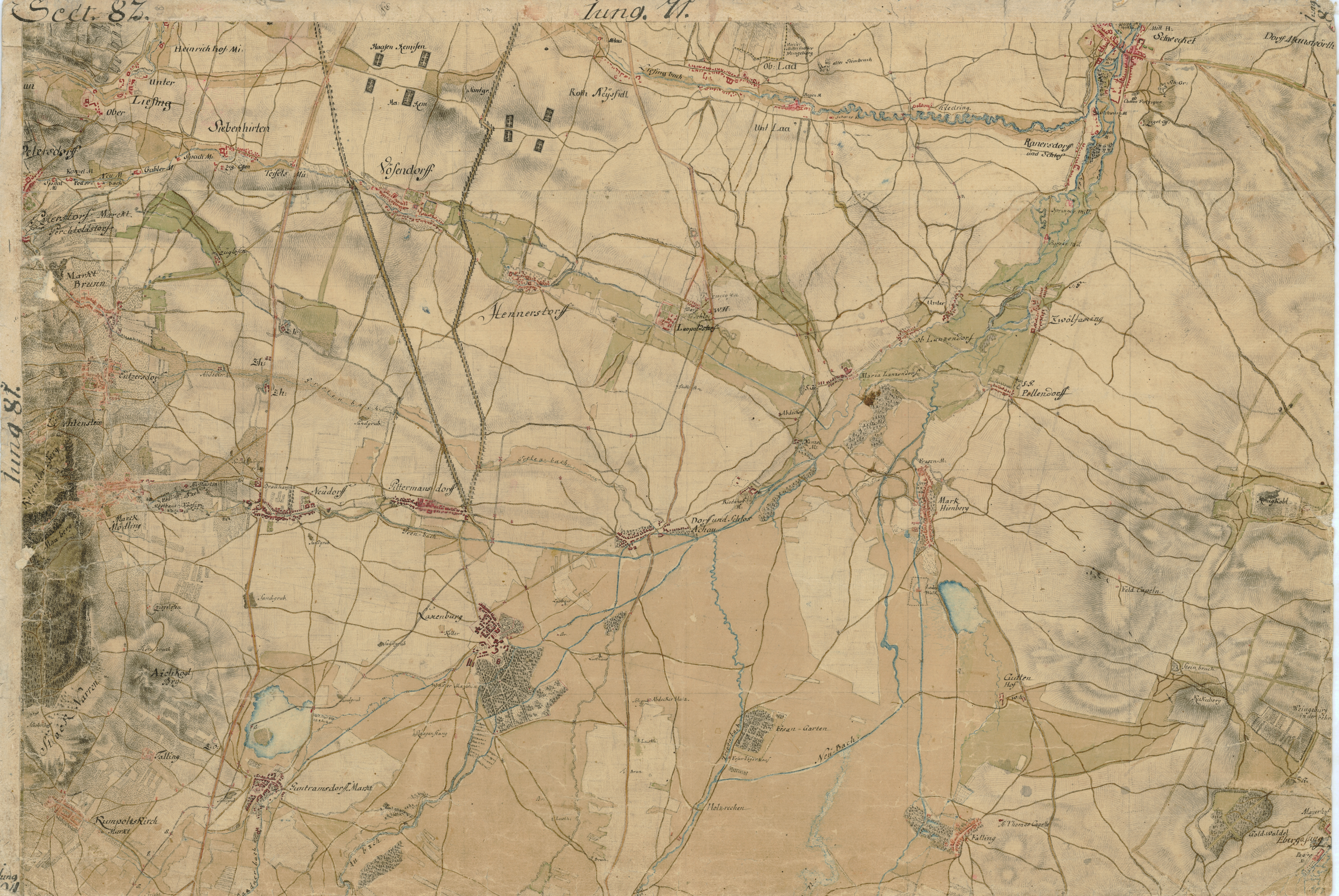
Um 1780: Pittermansdorf (Josephinische Landesaufnahme)
Biedermannsdorf um das Jahr 1873 (Franzisco-Josephinische Landesaufnahme)

## Bevölkerungsentwicklung
| Biedermannsdorf: Einwohnerzahlen von 1869 bis 2025  | Biedermannsdorf: Einwohnerzahlen von 1869 bis 2025 | Biedermannsdorf: Einwohnerzahlen von 1869 bis 2025 | Biedermannsdorf: Einwohnerzahlen von 1869 bis 2025 | Biedermannsdorf: Einwohnerzahlen von 1869 bis 2025 |
| --------------------------------------------------- | -------------------------------------------------- | -------------------------------------------------- | -------------------------------------------------- | -------------------------------------------------- |
| Jahr                                                |                                                    |                                                    |                                                    | Einwohner                                          |
| 1869                                                | 1869                                               |                                                    | 936                                                | 936                                                |
| 1880                                                | 1880                                               |                                                    | 836                                                | 836                                                |
| 1890                                                | 1890                                               |                                                    | 1.292                                              | 1.292                                              |
| 1900                                                | 1900                                               |                                                    | 1.390                                              | 1.390                                              |
| 1910                                                | 1910                                               |                                                    | 1.805                                              | 1.805                                              |
| 1923                                                | 1923                                               |                                                    | 1.350                                              | 1.350                                              |
| 1934                                                | 1934                                               |                                                    | 1.324                                              | 1.324                                              |
| 1939                                                | 1939                                               |                                                    | 1.272                                              | 1.272                                              |
| 1951                                                | 1951                                               |                                                    | 1.148                                              | 1.148                                              |
| 1961                                                | 1961                                               |                                                    | 1.097                                              | 1.097                                              |
| 1971                                                | 1971                                               |                                                    | 1.295                                              | 1.295                                              |
| 1981                                                | 1981                                               |                                                    | 1.859                                              | 1.859                                              |
| 1991                                                | 1991                                               |                                                    | 2.668                                              | 2.668                                              |
| 2001                                                | 2001                                               |                                                    | 2.904                                              | 2.904                                              |
| 2011                                                | 2011                                               |                                                    | 2.864                                              | 2.864                                              |
| 2021                                                | 2021                                               |                                                    | 3.155                                              | 3.155                                              |
| 2025                                                | 2025                                               |                                                    | 3.137                                              | 3.137                                              |
| Quelle(n): Statistik Austria, Gebietsstand 1.1.2021 |                                                    |                                                    |                                                    |                                                    |

## Religion
Nach den Daten der Volkszählung 2001 sind 72,7 % der Einwohner römisch-katholisch und 6,3 % evangelisch. 1,6 % sind Muslime, 2,1 % gehören orthodoxen Kirchen an und 0,1 % sind israelitisch. 14,0 % der Bevölkerung haben kein religiöses Bekenntnis.

## Politik
Der Gemeinderat mit insgesamt 23 Sitze erhielt bei der letzten Wahl 2025 folgende Verteilung: 10 ÖVP, 6 SPÖ, 3 FPÖ, 3 Die Grünen und 1 Unabhängige Bürgerliste Unser Biedermannsdorf (BLUB).
Bürgermeister seit 1954
- Karl Stiglbauer (September 1954 – März 1960)
- Josef Bauer (März 1960 – April 1975)
- Leopold Eichinger (April 1975 – März 1992)
- Karl Schrattenholzer (März 1992 – Dezember 1997)
- Wilhelm Synek (Dezember 1997 – Jänner 2003)
- Johannes Unterhalser (ÖVP) (Jänner 2003 – März 2008)
- Beatrix Dalos (ÖVP) (März 2008 – November 2023)
- Hans Wimmer (ÖVP) seit November 2023

## Wirtschaft
Außerhalb des Ortes gehört ein Teil des Industriezentrum Niederösterreich Süd von Eco Plus zum Gemeindegebiet. Dieses Gebiet war im Dritten Reich u. a. Standort der Flugmotorenwerke Ostmark.
Im Ort selbst sind noch einige landwirtschaftliche Betriebe, die reinen Ackerbau betreiben. Die Abgaben der ansässigen Firmen stellen ein wichtiges Fundament für das Gemeindebudget dar.

## Öffentliche Einrichtungen
In Biedermannsdorf befindet sich ein Kindergarten und eine Volksschule.

## Kultur und Sehenswürdigkeiten
- Heimatmuseum: Bei Biedermannsdorf befand sich eine römische Straßenstation, die in den 1990er-Jahren ausgegraben wurde.[11] Das am 26. Oktober 2000 eröffnete Heimatmuseum zeigte Münzen, Töpfe und Tongefäße, Grabbeigaben von drei Gräbern (Schmuck etc.), Öllämpchen, Spangen und bot eine Dokumentation über die Baubestandsreste (Brunnen, Feuerstellen, Ziegel einer Bodenheizung etc.).[1] Das Museum besteht aber seit Jahren nicht mehr.

- Borromäum: Als Klosteranlage wurde zuerst ein barockes Landschloss, das Schloss Perlas östlich der Pfarrkirche, nach mehrfachen Besitzwechseln 1882 von den Barmherzigen Schwestern vom heiligen Karl Borromäus erworben. 1883 eröffneten sie dort ein Waisenhaus und eine Volksschule. 1897 erfolgte ein Neubau nördlich der Kirche in der Perlasgasse, der als monumentaler späthistoristischer Vierflügelbau charakterisiert wird, 1902 wurde eine Klosterkirche gebaut. 1949 wurde aus ihr die „Frauengewerbeschule Biedermannsdorf“. Die Kirche wurde profaniert und diente von 1989 bis 2017 als Gemeindebücherei. Das Gebäude wurde am 16. Juni 1982 von der Gemeinde Biedermannsdorf gekauft und an das Unterrichtsministerium vermietet, das in ihm eine „Höhere Bundeslehranstalt für wirtschaftliche Berufe“ einrichtete.[1] Derzeit (2024) werden eine HLA, eine Fachschule und ein Aufbaulehrgang geführt.

- Pfarrkirche Biedermannsdorf: Die Kirche ist dem Heiligen Johannes dem Täufer geweiht und ein im Kern mittelalterlicher, sonst aber barocker Bau, errichtet 1727–1728 von Franz Jänggl. Der spätbarocke Hochaltar zeigt die Taufe Christi durch Johannes den Täufer. Zwei Seitenaltäre und eine spätbarocke Kanzel gehören zur weiteren Ausstattung.[1] Auf der Orgelempore steht eine Kaufmannorgel aus 1892.

- Schloss Wasenhof (Schloss Biedermannsdorf): Das Gebäude ist ein dreiflügeliger Bau aus der Barockzeit, um 1731 erbaut. Um 1454 befand sich an der Stelle der Wasenhof. Die Anlage wurde 1883 der Stephaniestiftung geschenkt und als Heim für behinderte Kinder eingerichtet. Seit 1939 ist es im Besitz der Gemeinde Wien und wurde über Jahrzehnte weiter als Kinderheim genutzt. Seit Jahren steht die Anlage leer, derzeit (2019) laufen Gespräche und Abklärungen über Umnutzungen bzw. Neunutzungen der Gebäude und des Grundstücks.[1]

## Vereine
- In Biedermannsdorf befindet sich der Sitz des Österreichischen Kynologenverbandes.

## Persönlichkeiten
- Peter Wucherer von Huldenfeld (1806–1877), Hofbeamter, Kreis- und Bezirksvorsteher
- Anton Dachler (1841–1921), österreichischer Bautechniker und Historiker
- Aleksander Sochaczewski (1843–1923), polnischer Maler
- Leopold Eichinger (1940–2009), Bürgermeister von Biedermannsdorf 1975–1992 sowie niederösterreichischer Landespolitiker
- Bernhard Fink (* 1973), österreichischer Humanbiologe, Unternehmer
- Christoph Luisser (* 1976), Politiker, Landesrat in der Niederösterreichischen Landesregierung
- Bonifatius Schütte (1931–2024), Pfarrer, Ehrengrab der Gemeinde am Friedhof[12]